# Schedophilus ovalis
Il centrolofo viola (Schedophilus ovalis) è un pesce osseo marino della famiglia Centrolophidae.

## Distribuzione e habitat
Vive nel mar Mediterraneo e nell'Oceano Atlantico orientale tra il Portogallo ed il Sudafrica. Nei mari italiani la presenza è piuttosto rara.
L'adulto si trova ad elevate profondità mentre i giovani si incontrano spesso in superficie, di solito all'ombra di oggetti galleggianti o meduse.

## Descrizione
Questo pesce ha sagoma ovale, con muso molto arrotondato. La bocca è relativamente grande. La pinna dorsale è abbastanza alta, come la pinna anale (nell'affine mangiameduse sono molto basse). Le pinne pettorali sono abbastanza lunghe, la pinna caudale è abbastanza forcuta, soprattutto negli adulti.
Il colore è grigio plumbeo con alcune strisce oblique madreperlacee che sembrano disegnare lo scheletro dell'animale. La bocca ha interno bianco. I giovani hanno corpo rotondeggiante, con pinna caudale arrotondata e numerose strisce scure verticali.
Misura fino a 70 cm.

## Alimentazione
Si ciba di organismi dello zooplancton, soprattutto tunicati del genere Salpa.

## Pesca
Si cattura, occasionalmente, con palamiti o reti a strascico. 
Le sue carni hanno fama di essere tra le migliori tra tutti i pesci mediterranei, vengono cucinate in zuppa.